# سیارک ۷۳۵۱۷
سیارک ۷۳۵۱۷ (به انگلیسی: 73517 Cranbrook، نامگذاری:2003FG78) هفتاد و سه هزار و پانصد و هفدهمین سیارک کشف شده‌است که در ۲۷ مارس ۲۰۰۳ کشف شد.